# Sant Martí de Barcedana
Sant Martí de Barcedana es una localidad española del municipio de Gabet de la Conca, perteneciente a la provincia de Lérida, en la comunidad autónoma de Cataluña.

## Toponimia
El lugar puede encontrarse referido con las denominaciones San Martin de Barudana, San Martin de Barcedana y Sant Martí de Barcedana.

## Historia
Hacia mediados del siglo XIX, el lugar, por entonces con ayuntamiento propio, tenía contabilizada una población de 47 habitantes. Aparece descrito en el cuarto volumen del Diccionario geográfico-estadístico-histórico de España y sus posesiones de Ultramar de Pascual Madoz de la siguiente manera:

BARUDANA ó BARCEDANA (San Martin de): l. con ayunt. en la prov. de Lérida (20 horas), part. jud. y adm. de rent. de Tremp. (4), aud. terr. y c. g. de Cataluña (Barcelona 38), dióc. de Seo de Urgel (20): sit. en un llano entre la montana de Monsech y el peñasco que ocupa la v. de Llimiana, con todo está bien ventilado, y las enfermedades mas comunes son catarros y reumas. Tiene 8 casas pequeñas y mal construidas en una calle llana, pero sin empedrar. Depende de la parr. de Llimiana, y no tiene otro templo que una reducida capilla (Llagas de San Francisco) en una casa particular: cerca del pueblo hay una fuente de buenas y abundantes aguas, que utilizan los vec. para su gasto doméstico. El térm. es comun con el de la v. de Llimiana, y las ald. de San Miguel y San Cristóbal del Vall; pero tiene un reducido terr. alrededor del pueblo, que confina por todas partes con el comun de la mencionada v., y dentro del cual se hallan las referidas ald. El terreno es llano, aunque cortado por algunos barrancos, flojo y de mediana calidad. Abunda en árboles frutales, y cria algunas moreras. Los caminos son locales y de herradura: prod.: trigo, centeno, cebada, avena, vino, aceite, patatas, frutas, poca seda y ganado lanar y cabrio. ind.: un molino de aceite en la ald. de San Miguel: pobl.: sin contar la de las ald., 8 vec., 47 alm.: cap. imp.: (del distrito municipal) 34.793 rs.: contr.: 5,094 rs. 18 mrs.
(Madoz, 1846, p. 36)

En la actualidad pertenece al municipio de Gabet de la Conca. En 2022, la entidad singular de población tenía empadronados 19 habitantes y el núcleo de población 18 habitantes.